# Parapallene virgosa
Parapallene virgosa là một loài nhện biển trong họ Callipallenidae. Loài này thuộc chi Parapallene. Parapallene virgosa được miêu tả khoa học năm 1996 bởi Child.